# Токсокароз
Токсокаро́з (лат. Toxocarosis,англ. Toxocariasis) — зоонозна гельмінтна інвазія, яку спричинюють нематоди Toxocara canis і, значно рідше, Toxocara cati, які паразитують відповідно у собак і котів. Хвороба у людей супроводжується ураженням різних життєво важливих органів і тканин (легень, мозку, очей, печінки, нирок, серця тощо). Дорослі паразити (токсокари) живуть у тонкій кишці не тільки собак і котів, але й інших тварин — вовків, лисиць, песців тощо.

## Історичні відомості
Собачу токсокару вперше описав у 1782 році німецький дослідник П. Вернер, а котячу — у 1788 році німецький біолог Ф. фон Шранк. Назва роду Toxocara походить від грец. toxon — «лук» і грец. cara — «голова». Тільки у 1952 році американські паразитологи на чолі з П. Бівером описали випадки захворювання людей, підтвердивши в них роль і наявність личинок собачої токсокари та давши назву «Visceral larva migrans» — синдром вісцеральної личинкової міграції. У 1978 році американський інфекціоніст та паразитолог Ч. Ф. ван Рейн разом з П. Бівером та іншими співавторами систематизували нечисленні на той момент у світовій медичній літературі описи випадків зараження людей Toxocara cati, надавши і свої спостереження, де цим авторам вдалося вперше виявити личинок котячої токсокари у хворих людей.

## Актуальність

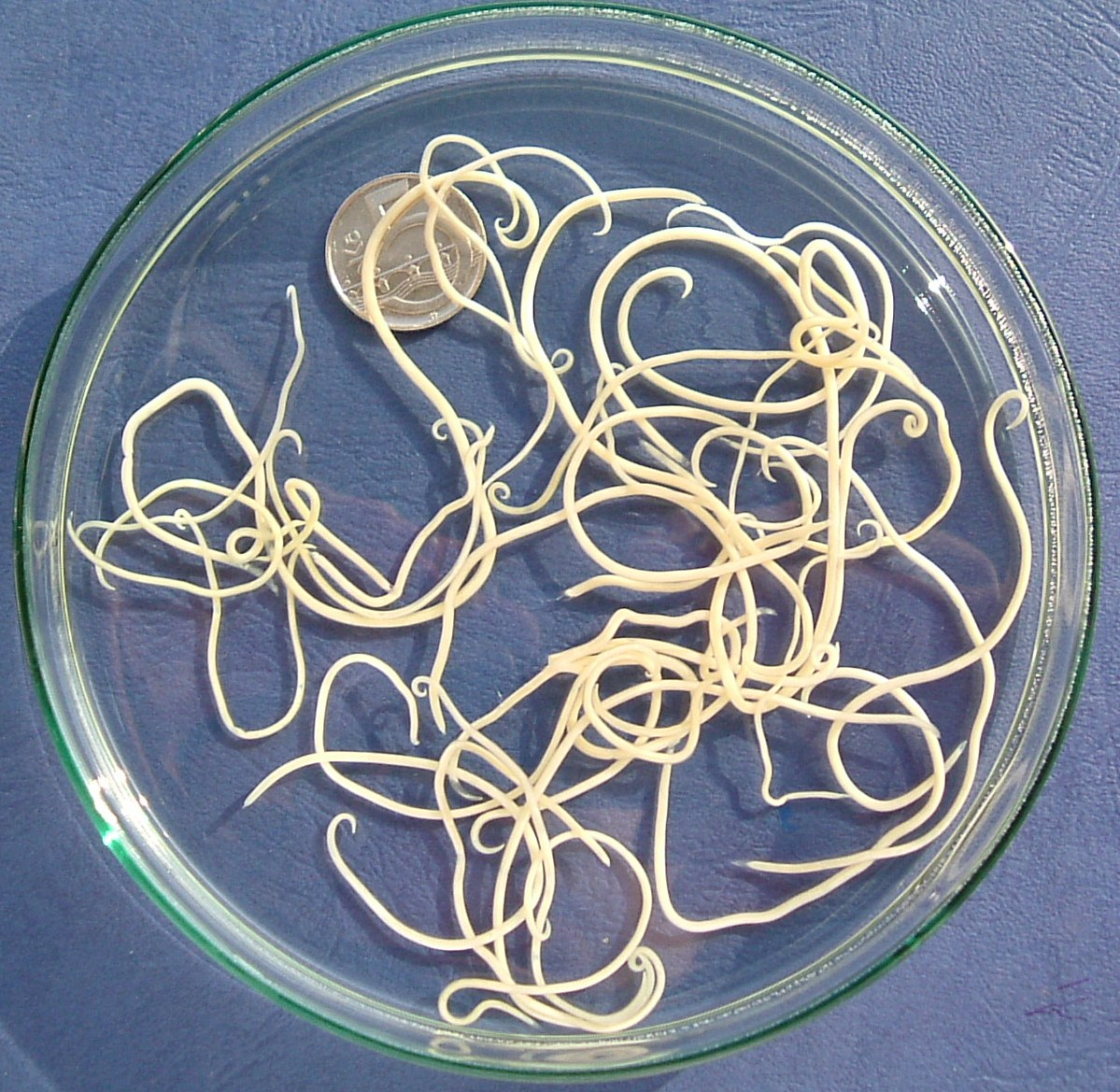
Toxocara canis — дорослі гельмінти ізольовані з фекалій собак.

Поширення токсокарозу серед собак і котів спостерігають в усіх кліматичних зонах, крім північних районів Євразії і Північної Америки, де клімат не сприяє розвитку яєць паразита до заразної стадії (личинок). Дослідження показали, що собаки найбільш уражаються токсокарами у віці до 1 року (у 88 % випадків). Це пояснюється внутрішньоутробним шляхом передачі інвазії, а також через молоко самиці при годуванні цуценят. Найбільша ураженість дорослих собак токсокарозом спостерігають серед блукаючих собак (майже у 2 рази вища, ніж серед сільських). Захворювання тварин токсокарозом супроводжується інтенсивним виділенням яєць токсокар у довкілля і призводить до забруднення ними землі, яка є провідним фактором передачі цього гельмінта. При обстеженні міських і сільських ґрунтів було встановлено, що вони більше забруднені у дворах багатоповерхових будинків. Це пов'язано з постійним вигулом домашніх собак, а також з нічним нашестям блукаючих тварин. У сільській місцевості наявність яєць токсокар у землі індивідуальних садиб залежить від наявності в них уражених тварин. Забрудненість присадибних ділянок яйцями токсокар призводить до контамінування (забруднення) ними вирощуваних сільськогосподарських культур (городньої зелені, овочів, ягід), які є одним з основних факторів передачі хвороби людині. Забруднення яйцями токсокар територій дитячих садків і шкіл обумовлене можливістю проникнення до них собак і котів. Цьому сприяють відсутність або несправність огорожі, наявність у ній дірок та щілин. У світі токсокароз серед людей зустрічається скрізь, де поряд з людьми живуть собаки і коти. Зараженість людей коливається від 7 % населення в розвинених країнах до 40 % у країнах, які розвиваються. Левову частку складають ураження, спричинені собачою токсокарою.

## Етіологія
Toxocara canis та Toxocara cati є гельмінтними видами роду Toxocara, родини Toxocaridae, порядку Ascaridida, типу Nematoda. Це круглі гельмінти завдовжки від 30 до 120 мм і діаметром близько 2 мм. Статевозрілі особі Toxocara canis безсимптомно живуть в кишці собачих, досягаючи іноді й 18 см завдовжки. У цуценят масивна інвазія може призвести до смерті тварини. З кишки виділяються вже інвазійні яйця, які широко контамінують велику кількість об'єктів довкілля. Яйця зберігають інвазійність роками. Практично ідентичним названому є життєвий цикл Toxocara cati, єдиною суттєвою різницею є те, що ця токсокара живе тільки в кишці котячих.

## Епідеміологічні особливості
Єдиним резервуаром та джерелом інфекції є собаки та коти. Практично всі бродячі тварини цих родин є зараженими. Однак особливості дефекаційної звички котів зумовлюють значно меншу можливість зараження людей. Механізм передачі — фекально-оральний, найчастіший шлях — контактно-побутовий. Сприйнятливість людей висока, найбільшу захворюваність реєструють серед дітей, імунітет не прояснений.

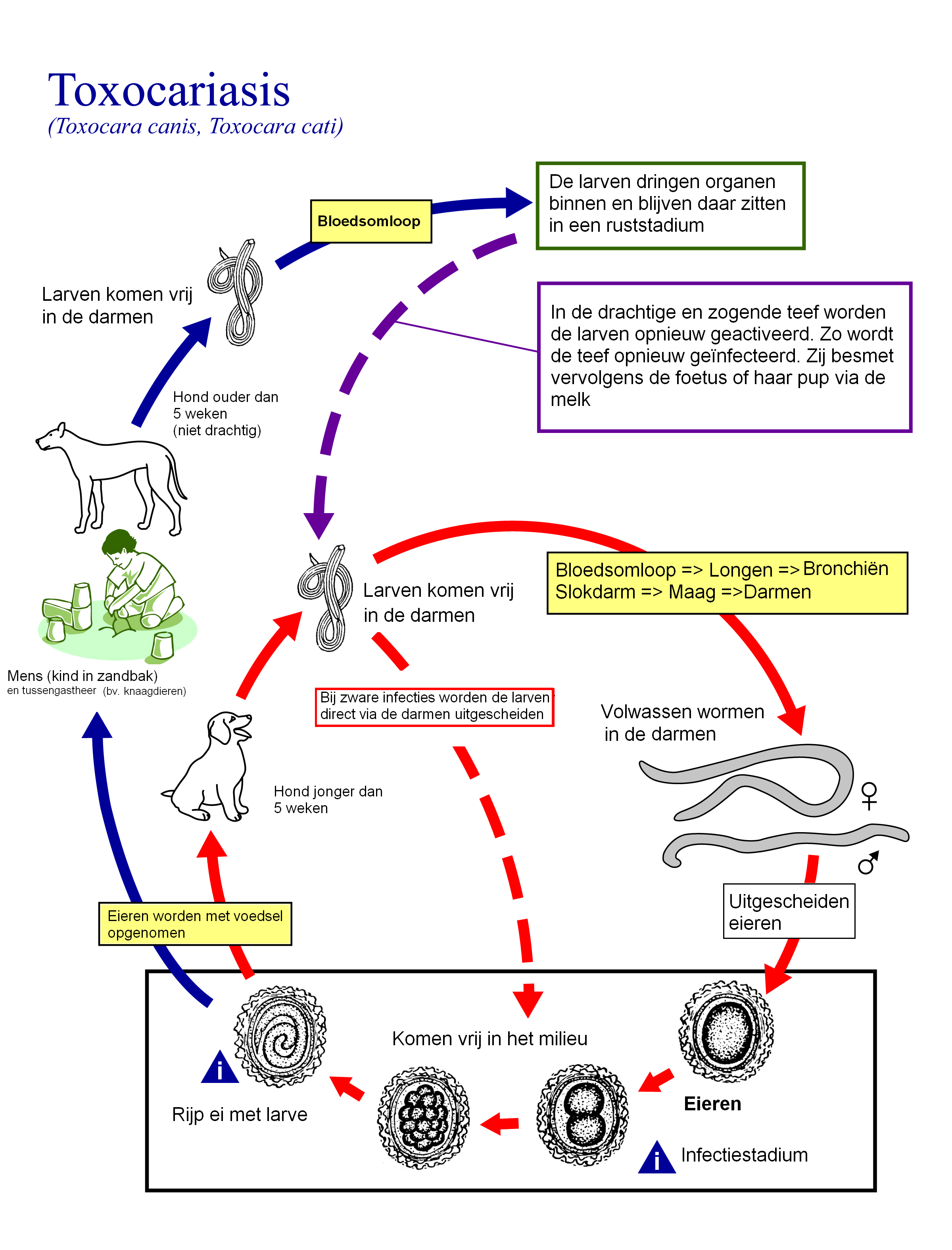
Життєвий цикл Toxocara canis

Для котів існує додатковий шлях зараження — при поїданні мишей і пацюків, які є резервуарними хазяями личинок токсокар.

## Патогенез

### Токсокароз у тварин
Самиці токсокар щоденно виділяють яйця, які, потрапляючи з фекаліями уражених тварин у довкілля, зберігають свою життєздатність протягом багатьох місяців, інколи декілька років. За сприятливих умов довкілля (у теплий період року) через 1-3 тижні у яйцях токсокар розвивається личинка. М'ясоїдні тварини заражається токсокарозом, проковтнувши такі яйця. У травному каналі з дозрілих яєць токсокар під дією шлункових і кишкових соків руйнуються оболонки яєць і вилуплюються личинки. Течією крові вони заносяться у печінку, потім у легені та знову потрапляють у тонку кишку, де розвиваються в дорослого гельмінта — токсокару.
Враховуючи, що личинки токсокар потрапляють у кров, зараження тварин цим гельмінтом може відбуватись внутрішньоутробно, а також через молоко самиць. Найбільша кількість личинок у молоці самиць виявляється на другий тиждень лактації (вироблення з молочних залоз молока). При зараженні вагітної тварини личинки токсокар з кров'ю матері проникають у кишку плодів, залишаються там до народження приплоду і там же виростають до статевозрілої стадії. З молоком зараженої матері личинки потрапляють у кишку цуценят, кошенят тощо.

### Токсокароз у людей
Як тільки яйце токсокари потрапляє до кишки людини, воно позбувається оболонок, випускаючи зсередини інвазійних личинок. Личинку можливо побачити тільки під мікроскопом, тому що вона менше 0,5 мм. Личинки швидко проникають у стінку кишки і мігрують через судини в печінку, легені, м'язи, а іноді і в очі й головний мозок. Тяжкість захворювання залежить не тільки від величини інфекту, але і від ступеня алергічної реакції на личинки. У пацієнтів з атопічними хворобами токсокароз може перебігати дуже тяжко. Патологічні прояви є результатом запалення, спричиненого імунною відповіддю, спрямованою проти антигенів личинок. Ці антигени належать до зовнішнього покриття личинки, шари якого легко відлущуються, коли на них діють специфічні антитіла. Ці антигени мають потужний алергійний потенціал. Запальна реакція призводить до покривання личинки епітеліоїдними клітинами і, згодом, щільною фіброзною капсулою на кшталт гранульоми. Хоча основні клінічні прояви залежать від рівня ураження внутрішніх органів, найбільш загальною характеристикою токсокарозу є хронічна еозинофілія. Інші прояви обумовлені набором і ступенем ураження органів личинками. При пошкодженні печінки відзначають гепатомегалію (збільшення розмірів печінки), підвищення температури тіла, біль у животі. При ураженні легень з'являються легеневі симптоми (задишка, кашель, стиснення у грудях тощо), бронхоспазм, інтерстиціальний пневмоніт, а, іноді, й плеврит. Очний токсокароз може спричиняти зниження гостроти зору, увеїт, гранульоматоз сітківки, ендофтальміт. Якщо є пошкодження центральної нервової системи (ЦНС), мають місце неврологічні прояви, в тому числі, епілептиформні напади (такі, які нагадують напади епілепсії).

## Клінічні прояви у тварин
Уражений цими гельмінтами молодняк часто відстає в рості, втрачає масу тіла, у тварин спостерігають поганий апетит чи навіть його відсутність, живіт як правило збільшений. Хворі тварини кволі, малорухливі, в них виникає запалення бронхів та легень, вони кашляють, з'являється задишка. Можливі кишкові кольки, судоми, блювання з виділенням токсокар. Пронос чергується із запором. При інтенсивній інвазії (велика кількість токсокар у кишках) можливі вихід гельмінтів через стравохід, заповзання їх у трахею і задушення тварини. Молодняк найчастіше гине від токсокарозу у віці від 20 днів до 2,5 міс.

## Клінічні прояви у людей
Токсокароз згідно з МКХ-10 відносять до підкласу «Інші гельмінтози» (В83) в шифрі «Вісцеральна форма хвороб, спричинена міграцією личинок гельмінтів» (В83.0). У МКХ-11 токсокароз йде за кодом 1F6D.
Розрізняють основні клінічні варіанти перебігу токсокарозу:
- У малих дітей часто токсокароз перебігає субклінічно;
- Вісцеральний синдром мігруючих личинок відбувається в результаті запальної реакції у відповідь на циркуляцію паразитів. Перебігає з гарячкою, кашлем, безсонням, болем у животі, головним болем, гепатомегалією, лімфаденітом, іноді розвитком плеврального випоту. Нерідка хронічна кропив'янка. У тяжких випадках може розвинутися міокардит з гострою серцевою (ГСН) чи гострою дихальною недостатністю (ГДН);
- Міграція личинок у задню частину ока, як правило, відбуваються у старших дітей і дорослих. Пацієнти скаржаться на зниження зору, почервоніння очей або лейкокорію (білий колір зіниць). У сітківці знаходять гранульоми, хоріоретиніт і хоріоїдит. Гранульоми часто зустрічаються на макулі. Нерідко втрата зору одностороння, на місці ураження відбувається фіброз і відшарування сітківки.

## Ускладнення
Як правило при токсокарозі прогноз сприятливий. Можлива смерть у разі ускладнення ГСН, ГДН. Сліпота є найчастішою причиною інвалідності при токсокарозі.

## Діагностика

### Загальнолабораторна
У загальному аналізі крові часто стійка невелика еозинофілія. У тяжких випадках в крові високий вміст IgE. У хворих з гранульоматозом легень при рентгенографії, комп'ютерній рентгенівській томографії виявляють невеликі гранульоми, оточені зоною затемнення у вигляді «матового скла», іноді — плевральне затемнення. При ультразвуковому дослідженні виявляють гіпоехогенні утворення у печінці. При проведенні магнітно-резонансної томографії мозку спостерігають гіперінтенсивні гранульоми, часто розташовані підкірково.

### Специфічна діагностика
Є вирішальною, наштовхується на труднощі знаходження личинок токсокар в організмі людини. Іноді їх знаходять в операційному матеріалі, зрідка — в біоптатах печінки. При токсокарозі ока можуть спостерігати личинок у сітківці при офтальмоскопічному дослідженні. Головним напрямком є використання імуноферментного аналізу (ІФА). Критеріями ІФА є високий титр специфічних антитіл класу IgE й IgM, тоді як рівень IgG або навіть його зростання є лише свідченням потрапляння до організму людини в минулому токсокар і не є показником гостроти процесу. Більш специфічним вважають імуноблотинг, який використовують у розвинених країнах. Виявлення антитіл до певних білків токсокар є досить чутливим та специфічним результатом.

## Лікування

### Етіотропна терапія
При симптомному перебігу токсокарозу необхідна протигельмінтна терапія. Її проводять перорально мебендазолом 25 мг/кг або альбендазолом 10 мг/кг 1 раз на день протягом місяця.

### Патогенетична терапія
При тяжкому перебігу поряд зі специфічною терапією призначають глюкокортикостероїди (ГКС), антитоксичні засоби. При очних, іноді мозкових локалізаціях гранульом може знадобитися оперативне лікування. При відшаруванні сітківки проводять лазерну корекцію зору.

## Профілактика
Заходи, спрямовані на запобігання захворюванню людей на токсокароз, насамперед передбачають ліквідацію джерела інвазії (уражених тварин), факторів передачі збудника (охорону довкілля від забруднення яйцями токсокар) і виконання елементарних гігієнічних вимог. Взявши в дім тварину, її необхідно перевірити на наявність гельмінтів. У подальшому котів і собак потрібно регулярно, хоча б 1 раз на рік, обстежувати і, за потреби, своєчасно лікувати. Цуценят рекомендується обстежувати з 14—18-денного віку. Собак належить виводити на прогулянку в місця, де не граються діти. Місця загального користування, куди собаки і коти мають доступ, повинні бути огороджені від дитячих майданчиків. З метою виключення можливості проникнення тварин на територію дитячих дошкільних закладів і шкіл необхідно навколо них споруджувати огорожі зі сталевою сіткою висотою не менш 1,2 м.
Яйця токсокар, які потрапили в землю і дозріли в ній за 1—3 тижні при сприятливому температурному режимі (13-16°С) зовнішнього середовища, можуть забруднювати овочі, городню зелень, взуття й одяг дітей, а в дитячих садках і школах — інвентар і предмети вжитку. Зелень, овочі та фрукти, вживані в їжу сирими, необхідно ретельно мити в проточній воді, а потім занурювати на 3 сек. в окріп. Слід наполегливо привчати дітей з раннього віку мити руки перед вживанням їжі й після відвідування туалету та контактування з собакою чи котом. Потрібно також боротися зі шкідливою звичкою дітей брати пальці в рот.